# Jean Sénac
Jean Sénac (Béni Saf, 29 novembre 1926 – Algeri, 30 agosto 1973) è stato un poeta e drammaturgo francese naturalizzato algerino.

## Biografia
Jean Sénac nasce da padre sconosciuto a Béni Saf, una città costiera dell'Algeria della provincia di Orano. La famiglia pieds-noirs è originaria della Catalogna. È stato assassinato ad Algeri il 30 agosto 1973. Il suo omicidio è tuttora irrisolto. Oltre le sue poesie e i suoi scritti, è stato celebre per un lungo rapporto di amicizia epistolare con Albert Camus. Una parte di questi documenti sono attualmente conservati presso l'Archivio della città di Marsiglia, in Francia.
Jean Sénac è stato un poeta francese fortemente legato alla sua nazionalità algerina, nonostante molti lasciassero l'Algeria francese in seguito alla guerra di liberazione. Le sue poesie sono canti di rivoluzione nelle quali egli auspica un mondo di speranza e di fraternità in una Algeria aperta a tutte le culture e nelle quali si coglie una profonda ricerca di identità e un forte desiderio di riuscire a far accettare agli altri la sua omosessualità.
Senac è stato un grande ammiratore di Gérard de Nerval, Arthur Rimbaud, Antonin Artaud e Jean Genet.

## L'amicizia con Albert Camus
Jean Sénac ha avuto una lunga amicizia epistolare con Albert Camus, scrittore francese nato in Algeria e vincitore del Premio Nobel per la letteratura nel 1957, che durò dal 1947 al 1958
Il contenuto delle lettere rimane in gran parte sconosciuto, anche se Hamid Nacer-Khodja ne ha pubblicate alcune e ha scritto la storia di questa amicizia nel suo saggio "Albert Camus, Jean Sénac, ou le fils rebelle".
Nell'aprile del 1958 egli ruppe i contatti con Camus con una nota di biasimo accusandolo di non aver sostenuto la condizione di uno studente algerino, Taleb, richiamato per la sua attività politica contro la Francia. Da quel giorno, fino alla morte di Camus avvenuta nei primi mesi del 1960, Sénac non comunicò più con lui.

## Opere

### Poesia
- Poèmes, prefazione di René Char, Paris, collezione Espoir run by Albert Camus, Gallimard, 1954.
- Matinale de mon peuple, following portions of Diwan de l'État-Major and Diwan espagnol, prefazione di Mostefa Lacheraf, drawings by Abdallah Benanteur, Rodez, Subervie, 1961.
- La Rose et l'ortie, engraved slates by Mohammed Khadda, Paris-Alger, Cahiers du monde intérieur, Rhumbs, 1964.
- Citoyens de beauté, Rodez, Subervie, 1967; Charlieu, La Bartavelle éditeur, 1997.
- Avant-Corps, including Poèmes iliaques follow-up to Diwan du Noûn, Paris, Gallimard, 1968.
- Les Désordres,[poems written between 1953 and 1956], Paris, Librairie Saint-Germain-des-Prés, 1972.
- A-Corpoème, seguito da Les Désordres, prefazione di Jean Déjeux, Paris, Editions Saint-Germain-des-Prés, 1981 (ISBN errato 2243016827).
- Dérisions et Vertiges, trouvures, prefazione di Jamel Eddine Bencheikh, Arles, Actes Sud, 1983 (ISBN 2-903098-61-1).
- Le Mythe du sperme - Méditerranée, Arles, Actes Sud, 1984 (ISBN 2-903098-91-3).
- Œuvres poétiques, prefazione di René de Ceccatty, note di Hamid Nacer-Khodja, Editions Actes/Sud, 1999
- Pour une terre possible, Marie Virolle (a cura di), con una biografia di Hamid Nacer-Khodja, Parigi, Marsa, 1999 ISBN 978-2-9511233-5-9

### Autobiografia
- Ebauche du père, prefazione di Rabah Belamri, Paris, Gallimard, 1982 (ISBN 2-07-071412-8).

### Saggi
- Le Soleil sous les armes, Eléments d'une poésie de la résistance algérienne, Rodez, Subervie, 1957.
- Anthologie de la nouvelle poésie algérienne, essai et choix de Jean Sénac, Poésie 1, n° 14, Paris, Librairie Saint-Germain-des-Prés, 1971.
- Journal (janvier-juillet 1954), seguito da Les Leçons d'Edgar, Edmond Charlot (a cura di), Pézenas, Le Haut-Quartier, collection Méditerranée vivante, 1983 (ISBN 2-904823-00-X); Saint-Denis, Novetlé, prefazione di Jean Pélégri, 1996.
- Visages d'Algérie, Ecrits sur l'art, Hamid Nacer-Khodja (a cura di), prefazione di Guy Dugas, con scritti di Mohamed Aksouh, Abdallah Benanteur, Baya, Sauveur Galliéro, Mohammed Khadda, Jean de Maisonseul, Maria Manton, Denis Martinez, Louis Nallard, Parigi, Éd. Paris Méditerrannée, 2002 ISBN 2-84272-156-X

## Opere su Jean Sénac
- Jamel-Eddine Bencheikh, L'Homme-poème Jean Sénac (poem), Actes/Sud.
- Jean-Pierre Péroncel-Hugoz, Assassinat d'un poète, followed by an unpublished text of Jean Sénac, Heures de mon adolescence, preface by Tahar Ben Jelloun, Marseille, Editions Jeanne Laffitte, 1983 (ISBN 2-86604-003-1).
- Poésie au Sud, Jean Sénac et la nouvelle poésie algérienne d'expression française [many unpublished materials], Archives de la Ville de Marseille, 1983.
- Le Soleil fraternel, Jean Sénac et la nouvelle poésie algérienne d'expression française (Notes from Rencontres Méditerranéennes de Provence, 1983), Marseille, Editions Jeanne Lafitte, 1985 (ISBN 2-86604-012-0).
- Rabah Belamri, Jean Sénac, entre désir et douleur, Etude et choix de textes, Alger, Office des Publications Universitaires, 1989.
- Hommage à Jean Sénac, Paris, Awal, n° 10, 1993.
- Jamel-Eddine Bencheikh et Christiane Chaulet Achour, Jean Sénac: clandestin des deux rives, Paris, Editions Séguier, 1999.
- Dominique Le Boucher, Les deux Jean; Jean Sénac, l'homme soleil, Jean Pélégri, l'homme caillou (correspondance 1962-1973, unpublised poem), Montpellier, Chèvre-feuille étoilée, et Alger, Barzakh, 2002 (ISBN 2-914467-05-2).
- Nicole Tuccelli and Emile Temime, Jean Sénac, l'Algérien, preface by Jean Daniel, Paris, Editions Autrement, 2003.
- Hamid Nacer-Khodja, Albert Camus, Jean Sénac, ou le fils rebelle, preface by Guy Dugas, Paris, Editions Paris-Méditerranée, et Alger, EDIF 2000, 2004 (ISBN 2-84272-206-X).
- Bernard Mazo, Jean Sénac, Aden, 2005.

## Films riguardo a Jean Sénac
- Ali Akika, Jean Sénac, Le forgeron du soleil, 58 mn, Paris, Productions La Lanterne, 2003.
- Abdelkrim Bahloul, Le soleil assassiné, 85 mn, coproduction Franco-Belge, Pierre Grise Productions, 2004.